# ナチス建築
ナチス建築（Nazi architecture）とは、ナチス・ドイツによって推進された建築であり、以下の3つの形態によって特徴づけられる。
1. アルベルト・シュペーアの設計に代表される、解体された新古典主義建築。
2. 伝統的な田舎の建築、特にアルプス地方からインスピレーションを得た現地のスタイル。
3. 大規模なインフラプロジェクトや、工業団地や軍事施設に及ぶような実用的なスタイル。

ナチズムでは、建築に対して多元的な態度を取った。しかし、総統アドルフ・ヒトラー自身は、その形態が機能的でなければならないと信じ、「過去の愚かな模倣」に対峙していると記している。
この建築運動の最高の業績は、第二次世界大戦でのドイツの勝利の後、首都ベルリンに建設される予定であった世界首都ゲルマニアであった。このプロジェクトを指揮したシュペーアが、計画の大半を作成した。計画の主要な特徴は、ベルリンの戦勝記念塔を中心とした東西の軸を基礎とした、偉大な新古典派都市の創設であった。国会議事堂やグロースハレ（未着工）などの主要なナチス建物が、この広い通りに隣接していた。計画されていた建設区域では、多数の歴史的建造物が破壊された。しかし、1937年から1943年の間にごく一部が建設されたに過ぎず、戦況の悪化および敗戦により計画は頓挫した。